# Ratpenat frugívor pallós
El ratpenat frugívor pallós (Eidolon helvum) és una espècie de ratpenat de la família dels pteropòdids. Viu a una gran varietat d'hàbitats, des de selves tropicals fins a boscos costaners i riberencs, passant per manglars i sabana seca. Es distribuïx per diversos estats com ara Angola, Benín, Botswana, Burkina Faso, Burundi, el Camerun, la República Centreafricana, el Txad, la República del Congo, la República Democràtica del Congo, Costa d'Ivori, Guinea Equatorial, Etiòpia, el Gabon, Gàmbia, Ghana, Guinea, Guinea-Bissau, Kenya, Lesotho, Libèria, Malawi, Mali, Mauritània, Moçambic, Namíbia, el Níger, Nigèria, Ruanda, São Tomé i Príncipe, l'Aràbia Saudita, el Senegal, Sierra Leone, Sud-àfrica, el Sudan, el Sudan del Sud, Eswatini, Tanzània, el Togo, Uganda, el Iemen, Zàmbia i Zimbàbue. Està amenaçat per la caça, tot i que la Unió Internacional per a la Conservació de la Natura no el cataloga com a espècie en perill d'extinció.